# Peerage van Engeland
Deze lijst bevat de peerage van Engeland die werden aangesteld door de koningen en koninginnen van Engeland voor de Acts of Union van 1707.

## Hertogen
1. De Hertog van Cornwall 
  - William, prins van Wales
2. De Hertog van Norfolk 

Heraldische representatie van een Britse Hertogenkroon.

  - Edward Fitzalan-Howard, 18de Hertog van Norfolk
3. De Hertog van Somerset 
  - John Seymour, 19de Hertog van Somerset
4. De Hertog van Richmond 
  - Charles Gordon-Lennox, 10de Hertog van Richmond
5. De Hertog van Grafton 
  - Henry FitzRoy, 12de Hertog van Grafton
6. De Hertog van Beaufort 
  - David Somerset, 11de Hertog van Beaufort
7. De Hertog van St Albans 
  - Murray Beauclerk, 14de Hertog van St Albans
8. De Hertog van Bedford 
  - Andrew Russell, 15de Hertog van Bedford
9. De Hertog van Devonshire 
  - Peregrine Cavendish, 12de Hertog van Devonshire
10. De Hertog van Marlborough (1702) 
  - John Spencer-Churchill, 11de Hertog van Marlborough
11. De Hertog van Rutland 
  - David Manners, 11de Hertog van Rutland

## Markiezen
1. De Markies van Winchester 

Heraldische representatie van een Britse Markiezenkroon.

  - Nigel Paulet, 18de Markies van Winchester

## Graven
1. De Graaf van Shrewsbury, 

Heraldische voorstelling van een Britse Gravenkroon

  - Charles Chetwynd-Talbot, 22ste Graaf van Shrewsbury
2. De Graaf van Derby 
  - Edward Stanley, 19de Graaf van Derby
3. De Graaf van Huntingdon 
  - William Hastings-Bass, 17de Graaf van Huntingdon
4. De Graaf van Pembroke en Montgomery 
  - William Herbert, 18de Graaf van Pembroke en Montgomery
5. De Graaf van Devon 
  - Hugh Courtenay, 18de Graaf van Devon
6. De Graaf van Lincoln 
  - Robert Fiennes-Clinton, 19de Graaf van Lincoln
7. De Graaf van Suffolk en Berkshire 
  - Michael Howard, 21ste Graaf van Suffolk en Berkshire
8. De Graaf van Denbigh en Desmond 
  - Alexander Feilding, 12de Graaf van Denbigh en Desmond
9. De Graaf van Westmorland 
  - Anthony Fane, 16de Graaf van Westmorland
10. De Graaf van Lindsey Abingdon 
  - Richard Bertie, 14de Graaf van Lindsey Abingdon
11. De Graaf van Winchilsea en Nottingham 
  - Daniel Finch-Hatton, 17de Graaf van Winchilsea en Nottingham
12. De Graaf van Sandwich 
  - John Montagu, 11de Graaf van Sandwich
13. De Graaf van Essex 
  - Paul Capell, 11de Graaf van Essex
14. De Graaf van Carlisle 
  - George Howard, 13de Graaf van Carlisle
15. De Graaf van Shaftesbury 
  - Nicholas Ashley-Cooper, 12de Graaf van Shaftesbury
16. De Graaf van Portland 
  - Timothy Bentinck, 12de Graaf van Portland
17. De Graaf van Scarbrough 
  - Richard Lumley, 13de Graaf van Scarbrough
18. De Graaf van Albemarle 
  - Rufus Keppel, 10de Graaf van Albemarle
19. De Graaf van Coventry 
  - George Coventry, 13de Graaf van Coventry
20. De Graaf van Jersey 
  - William Villiers, 10de Graaf van Jersey

## Burggraven
1. De Burggraaf van Hereford

Heraldische voorstelling van een Britse Burggravenkroon

  - Robin Devereux, 19de Burggraaf van Hereford

## Baronnen
1. De Baron van de Ros

Heraldische voorstelling van een Britse Baronnenkroon

  - Peter Maxwell, 28ste Baron van de Ros
2. De Baron van Mowbray en Stourton
  - Edward Wiliam Stephen Stourton, 27ste Baron van Mowbray en Stourton
3. De Baron van Hastings
  - Delaval Astley, 23ste Baron van Hastings
4. De Baron van Fauconberg en Conyers
  - Diana Miller, Countess of Mértola, 11th Countess of Mértola, 9de Baron van Fauconberg en Conyers
5. De Baron van FitzWalter
  - Julian Plumptre, 22ste Baron van FitzWalter
6. De Baron van Clinton
  - Gerald Fane-Trefusis, 22ste Baron van Clinton
7. De Baron van de Clifford
  - John Russell, 27ste Baron van de Clifford
8. De Baron van Zouche
  - James Frankland, 18de Baron van Zouche
9. De Baron van Willoughby de Eresby
  - Jane Heathcote-Drummond-Willoughby, 28ste Baron van Willoughby de Eresby
10. De Baron van Strabolgi
  - Andrew Kenworthy, 12de Baron van Strabolgi
11. De Baron van Dacre
  - James Douglas-Home, 28ste Baron van Dacre
12. De Baron van Darcy de Knayth
  - Casper Ingrams, 19de Baron van Darcy de Knayth
13. De Baron van Cromwell
  - Vere Essex Cromwell, 7de Baron van Cromwell
14. De Baron van Camoys
  - Thomas Stonor, 7de Baron van Camoys
15. De Baron van Grey of Codnor
  - Richard Cornwall-Legh, 6de Baron van Grey of Codnor
16. De Baron van Berkeley
  - Anthony Gueterbock, 18de Baron van Berkeley
17. De Baron van Latymer
  - Crispin James Alan Nevill Money-Coutts, 9de Baron van Latymer
18. De Baron van Dudley
  - Jim Anthony Hill Wallace, 15de Baron van Dudley
19. De Baron van Saye and Sele
  - Nathaniel Fiennes, 21ste Baron van Saye and Sele
20. De Baron van Berners
  - Pamela Kirkham, 16de Baron van Berners
21. De Baron van Herbert
  - David Seyfried Herbert, 19de Baron van Herbert
22. De Baron van Willoughby de Broke
  - Leopold Verney, 21ste Baron van Willoughby de Broke
23. De Baron van Vaux of Harrowden
  - Anthony Gilbey, 11de Baron van Vaux of Harrowden
24. De Baron van Braye
  - Mary Aubrey-Fletcher, 8ste Baron van Braye
25. De Baron van Burgh
  - Robert Burgh, 4de Baron van Burgh
26. De Baron van Wharton
  - Myles Robertson, 12de Baron van Wharton
27. De Baron van St John of Bletso
  - Anthony St John, 22ste Baron van St John of Bletso
28. De Baron van Howard de Walden
  - Hazel Czernin, 10de Baron van Howard de Walden
29. De Baron van Petre
  - John Petre, 18de Baron van Petre
30. De Baron van Dormer
  - Geoffrey Dormer, 17de Baron van Dormer
31. De Baron van Teynham
  - John Roper-Curzon, 20ste Baron van Teynham
32. De Baron van Strange
  - Adam Drummond of Megginch, 17de Baron van Strange
33. De Baron van Stafford
  - Francis Fitzherbert, 15de Baron van Stafford
34. De Baron van Byron
  - Robert Byron, 13de Baron van Byron
35. De Baron van Lucas en Lord Dingwall
  - Ralph Palmer, 12th Baron Lucas|Ralph Palmer, 12de Baron van Lucas and 8ste Lord Dingwall
36. De Baron van Arlington
  - Jennifer Forwood, 11de Baron van Arlington
37. De Baron van Clifford of Chudleigh
  - Thomas Clifford, 14de Baron van Clifford of Chudleigh
38. De Baron van Barnard
  - Henry Vane, 12de Baron van Barnard